# Bulgaria (schip, 1955)
De Bulgaria (Russisch: Булгария) was een Russisch passagiersschip dat in het stroomgebied van de Wolga en de Don werd ingezet. Op 10 juli 2011 was het onderweg van Bolgar naar Kazan, de hoofdstad van Tatarije, toen het zonk. Het schip werd in 1955 te Komárno in Tsjecho-Slowakije gebouwd als Ukraina. In februari 2010 werd het omgedoopt tot Bulgaria, genoemd naar de historische staat Wolga-Bulgarije.
De Bulgaria kwam op 10 juli 2011 in een storm terecht en zonk binnen enkele minuten met 208 opvarenden aan boord. Meer dan 100 personen kwamen om. De ramp was de grootste civiele scheepsramp sinds 1986 toen het SS Admiraal Nakhimov op een vrachtschip botste, waarbij 423 personen omkwamen.